# شهرخان
شهرخان هي مدينة ومركز مقاطعة شهرخان في ولاية أنديجان في أوزبكستان.